# Michał Tober
Michał Tober (ur. 10 kwietnia 1975 w Warszawie) – polski polityk, radca prawny, poseł na Sejm IV i V kadencji, w latach 2001–2003 rzecznik prasowy rządu Leszka Millera, w latach 2003–2004 wiceminister kultury.

## Życiorys
W latach 1994–1998 zasiadał w radzie dzielnicy Warszawa-Mokotów, zaś w latach 1998–2001 w radzie gminy Warszawa-Centrum. W 1999 ukończył z wyróżnieniem studia na Wydziale Prawa i Administracji Uniwersytetu Warszawskiego. Odbył następnie aplikację radcowską.
Od 1993 należał do SdRP, w 1999 przystąpił do SLD. W latach 1996–1999 pracował jako asystent przewodniczących Socjaldemokracji Rzeczypospolitej Polskiej Józefa Oleksego i Leszka Millera. W latach 1999–2001 był rzecznikiem prasowym SLD. Od 19 października 2001 do 23 lipca 2003 sprawował funkcję sekretarza stanu w Kancelarii Prezesa Rady Ministrów jako rzecznik prasowy rządu Leszka Millera. Od lipca 2003 do lipca 2004 pełnił funkcję sekretarza stanu w Ministerstwie Kultury.
Od 2001 do 2007 sprawował mandat posła IV kadencji z okręgu warszawskiego oraz V kadencji z okręgu podwarszawskiego, wybieranego z listy Sojusz Lewicy Demokratycznej. W przedterminowych wyborach w 2007 nie ubiegał się o reelekcję. Odejście z polityki motywował osiągnięciem relatywnie wysokich stanowisk w bardzo młodym wieku i chęcią sprawdzenia się w innych dziedzinach. Prowadził kancelarię prawną, a następnie zaczął pracować jako analityk rynku dla amerykańskiego koncernu z branży medycznej.